# Candimulya
Candimulya is een bestuurslaag in het regentschap Temanggung van de provincie Midden-Java, Indonesië. Candimulya telt 4347 inwoners (volkstelling 2010).